# ヴァージン諸島

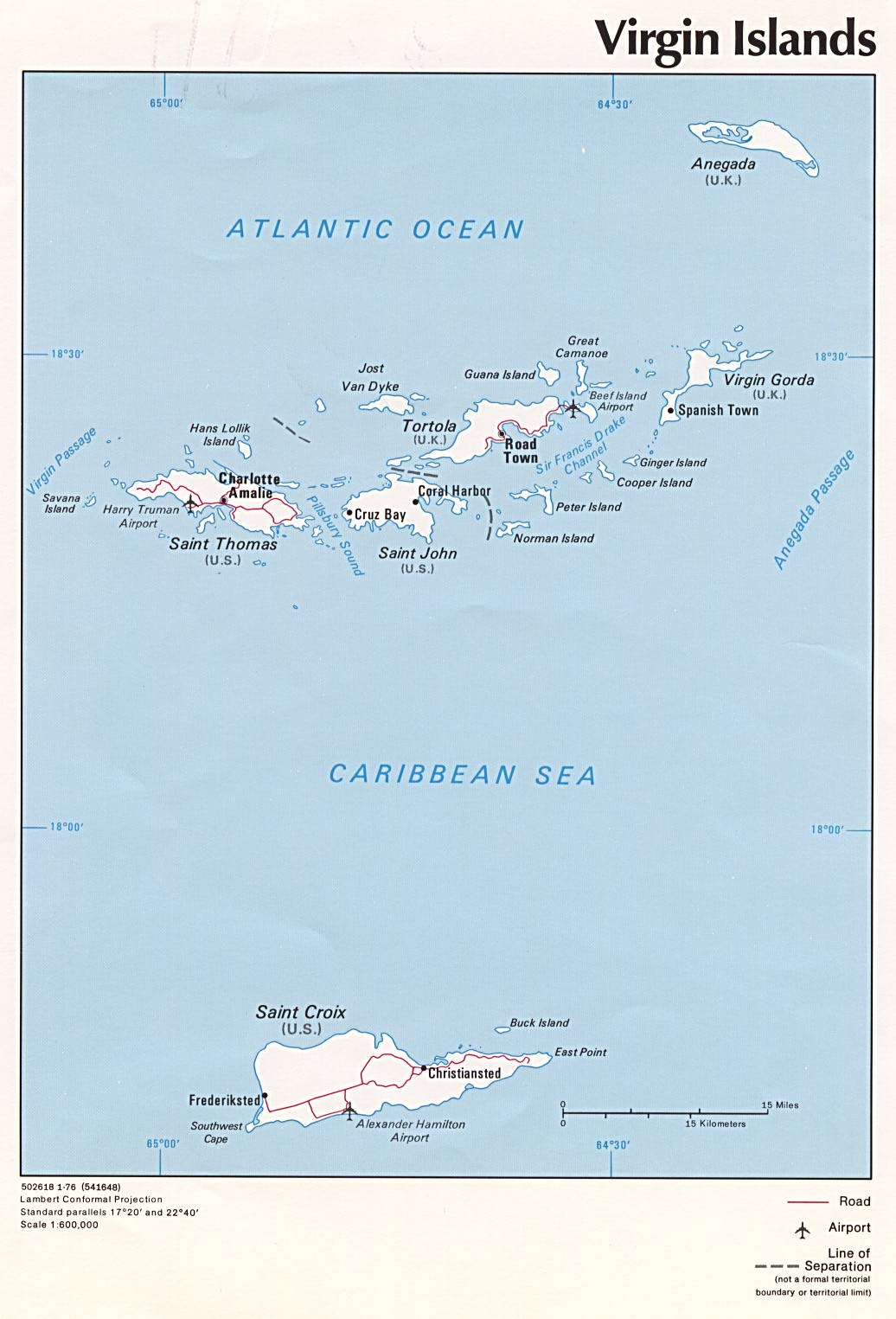
CIAによるヴァージン諸島の地図。地図の北東にはアネガダ島、南にはセント・クロイ島が描かれている。

ヴァージン諸島（ヴァージンしょとう、英語：Virgin Islands）は、カリブ海の西インド諸島にある約160の火山性の島と岩礁からなる諸島である。プエルトリコの東、小アンティル諸島の最も西部に位置する。

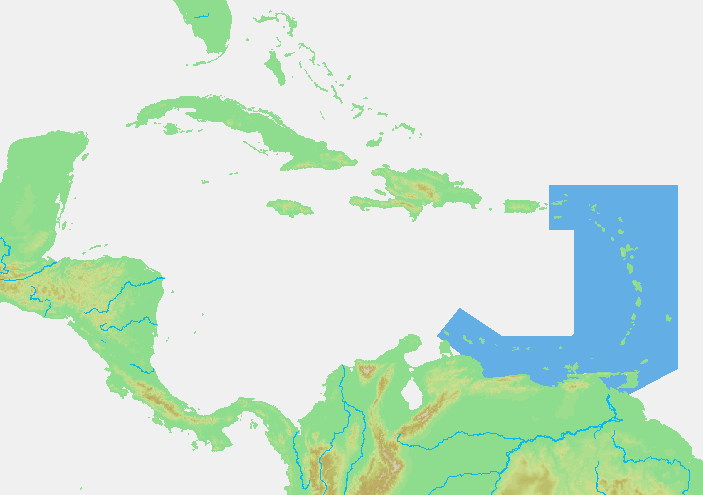
小アンティル諸島の位置

## 概説
ヴァージン諸島の西側半分は約50の島々からなるアメリカ領で、東側半分は約60の島々からなるイギリス領となっている。アメリカ領とイギリス領にそれぞれ3つある人が居住するメインの島以外は、ほとんど無人島である。またプエルトリコに属する付近のビエケス島やクレブラ島などの島々は、地理的にもアメリカ領のヴァージン諸島のすぐ近くに位置することからスパニッシュ・ヴァージン諸島とも呼ばれている。

### アメリカ領ヴァージン諸島
アメリカ領ヴァージン諸島は50を越える諸島で、ほとんどが無人島。多くの人が住んでいるのは首都があるセント・トーマス島、島の75%以上が国立公園のセント・ジョン島、一番大きな島セント・クロイ島。1600年代からデンマークに統治されていたが、1917年アメリカ合衆国に2500万ドルで購入されて以来、アメリカ領ヴァージン諸島となっている。

### イギリス領ヴァージン諸島
イギリス領ヴァージン諸島の主な島は、トルトラ島とヴァージン・ゴルダ島で、首府はトルトラ島のロードタウンである。リチャード・ブランソンが所有するネッカー島もここにあり、セーリング、スクーバダイビングなどを楽しむことができる。

## 名前の起源
ヴァージン諸島の名は、コロンブスが最初に発見した際、人間によって汚されていない自然なままの姿を、当時の西欧で広く崇敬されていた、聖ウルスラと1万1千人の乙女の殉教伝説と結びつけて命名したものである。